# كأس الدوريات
كأس الدوريات (بالإنكليزية: Leagues Cup) هي مسابقة كرة قدم سنوية بين أندية من دوري النخبة الأمريكي والدوري المكسيكي الممتاز والدوري الكندي الممتاز في أمريكا الشمالية، وتستضيفها الولايات المتحدة وكندا. ظهرت لأول مرة في يوليو 2019 بمشاركة أربعة فرق من كلا الدوريين. كانت النسخة الأولى عبارة عن نظام خروج المغلوب استضافتها الولايات المتحدة وتم لعب النهائي في لاس فيغاس في 18 سبتمبر 2019.
في عام 2023، تم توسيع البطولة لتشمل جميع الأندية من الدوري الأمريكي والدوري المكسيكي، وهي الآن بمثابة كأس إقليمي تجمع فرق هذه الدوريات. تتأهل الفرق الثلاثة الأولى في كأس الدوري إلى دوري أبطال الكونكاكاف، ويتأهل بطل كأس الدوريات تلقائيا إلى دور الـ16 من دوري أبطال الكونكاكاف.
وتضم البطولة 45 فريقًا يتم تقسيمها على 15 مجموعة تضم كل منها 3 أندية، على أن يتأهل الأول والثاني من كل مجموعة إلى الدور التالي، الذي يشهد تواجد 32 فريقًا، بواقع 30 متأهلًا عن المجموعات، بالإضافة إلى بطلي الدوري في الولايات المتحدة والمكسيك.

## النهائيات
| # | السنة | الفائز       | النتيجة        | الوصيف          | المكان                      |
| - | ----- | ------------ | -------------- | --------------- | --------------------------- |
| 1 | 2019  | كروز آزول    | 2–1            | تيغريس أونال    | ملعب سام بويد، ويتني        |
| 2 | 2021  | ليون         | 3–2            | سياتل ساوندرز   | ملعب أليجانت، بارادايس      |
| 3 | 2023  | إنتر ميامي   | 1 (10) – (9) 1 | ناشفيل إس سي    | جيوديس بارك، ناشفيل         |
| 4 | 2024  | كولومبوس كرو | 3–2            | نادي لوس أنجلوس | لوور دوت كوم فيلد، كولومبوس |